# Philip, South Dakota
Philip är administrativ huvudort i Haakon County i South Dakota. Orten har fått sitt namn efter boskapsuppfödaren James Philip. Enligt 2020 års folkräkning hade Philip 759 invånare.